# Prasinocyma phaeostigma
Prasinocyma phaeostigma är en fjärilsart som beskrevs av Turner 1910. Prasinocyma phaeostigma ingår i släktet Prasinocyma och familjen mätare. Inga underarter finns listade i Catalogue of Life.